# Jabłuniwka (rejon białocerkiewski)
Jabłuniwka (ukr. Яблунівка) – wieś na Ukrainie, w obwodzie kijowskim, w rejonie białocerkiewskim, u ujścia Skwyrki do Rosi. W 2001 roku liczyła 877 mieszkańców.
Pod koniec XIX w. wieś, powiecie wasylkowskim, w gminie Biała Cerkiew.